# Headingley
Headingley – dzielnica w Anglii, w West Yorkshire, w dystrykcie metropolitalnym Leeds. W 2011 dzielnica liczyła 20 533 mieszkańców. Headingley jest wspomniana w Domesday Book (1086) jako Hedingelei(a).